# Charadra nigrosuffusa
Charadra nigrosuffusa är en fjärilsart som beskrevs av Embrik Strand 1917. Charadra nigrosuffusa ingår i släktet Charadra och familjen Pantheidae. Inga underarter finns listade i Catalogue of Life.